# Josip Bilinovac
Josip Bilinovac (ur. 30 grudnia 1990 w Mostarze) – chorwacki koszykarz, występujący na pozycji obrońcy.
6 sierpnia 2015 roku został zawodnikiem zespołu Trefla Sopot.

## Osiągnięcia
Drużynowe
- 3-krotny mistrz Bośni i Hercegowiny (2009, 2011, 2012)[2]
- Zdobywca Pucharu Bośni i Hercegowiny (2011, 2012, 2014)[2]
- Finalista Pucharu Bośni i Hercegowiny (2009)[2]
- Uczestnik międzynarodowych rozgrywek:
  - EuroChallenge (2008/09)[3]:
  - Ligi Adriatyckiej (2010–2014)

Reprezentacja
- Brązowy medalista mistrzostw:
  - świata U–19 (2009)[4]
  - Europy U–18 (2008)[4]
- Uczestnik mistrzostw Europy U–20 (2010 – 4. miejsce)[4]